# Summer Camp Island
Summer Camp Island (tiếng Việt: Đảo trại hè, tiếng Nga: Остров летнего лагеря, tiếng Đức: Sommercamp-Insel) là một loạt phim truyền hình hoạt hình của Mỹ và một số Người Mỹ gốc Nga và Đức do Julia Pott tạo ra cho Cartoon Network. Được sản xuất bởi Cartoon Network Studios, khởi chiếu vào ngày 7 tháng 7 năm 2018.
Bộ phim mô tả các cuộc phiêu lưu nhiều tập của Oscar và Hedgehog (tạm dịch: Nhím), cả hai đều đang tham gia trại hè cùng tên. Chương trình được khởi chiếu kéo dài 48 giờ bao gồm 20 tập đầu tiên chạy trong suốt một ngày cuối tuần, trên cả Cartoon Network và Boomerang. 20 tập khác được công chiếu vào ngày 23 tháng 6 năm 2019, là nửa sau của mùa đầu tiên.
Bốn phần bổ sung được công chiếu độc quyền trên HBO Max, với khoảng thời gian khoảng sáu tháng từ tháng 6 năm 2020 đến tháng 12 năm 2021. Phần thứ sáu và phần cuối cùng của loạt phim được dự kiến phát hành vào năm 2023 trên HBO Max. Mặc dù loạt phim đã bị gỡ bỏ khỏi HBO Max ở Mỹ vào tháng 8 năm 2022, Cartoon Network đã thông báo cho The AV Club rằng phần này sẽ phát sóng trên Cartoon Network.
Bộ phim này có một chương trình đặc biệt về Halloween kết hợp với We Baby Bears, được công chiếu vào ngày 8 tháng 10 năm 2022, khi các sự kiện của các chương trình đặc biệt kết hợp diễn ra trong mùa đầu tiên của We Baby Bears.
Bộ truyện kết thúc vào ngày 11 tháng 8 năm 2023.